# Muhammadgarh

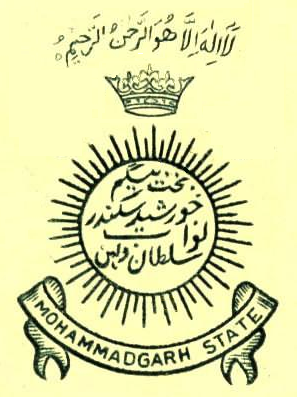
Écu de Muhammadgarh

Le Muhammadgârh ou Mohammadgarh était un État princier des Indes, dirigé par des souverains qui portaient le titre de « nabab ». Cet principauté subsista jusqu'en 1948 puis fut intégrée aux États du Madhya-Bharat puis du Madhya-Pradesh.

## Liste des nababs de 1842 à 1948
- 1842-1896 Hafiz Qoli Khan
- 1896-1910 Hatim Qoli Khan
- 1910-1942 Siddik Qoli Khan
- 1942-1948 Sabir Qoli Khan